# Benningen
Benningen é um município da Alemanha, situado no distrito da Baixa Algóvia, no estado da Baviera. Tem 11,17 km² de área, e sua população em 2019 foi estimada em 2 042 habitantes.